# Palaemnema baltodanoi
Palaemnema baltodanoi är en trollsländeart som beskrevs av Brooks 1989. Palaemnema baltodanoi ingår i släktet Palaemnema och familjen Platystictidae. IUCN kategoriserar arten globalt som starkt hotad. Inga underarter finns listade i Catalogue of Life.